# ولاوله
ولاوله (به صربی: Vlaole) یک منطقهٔ مسکونی در صربستان است که در مایدانپک واقع شده‌است. ولاوله ۷۶۷ نفر جمعیت دارد.